# Sabrina Ouihaddadene
Sabrina Ouihaddadene, née le 6 août 1998 à Neuilly-sur-Seine, est une karatéka française.

## Carrière
Elle est sacrée championne de France des moins de 55 kg en 2018.
Aux Jeux méditerranéens de 2018 à Tarragone, elle remporte la médaille de bronze des moins de 55 kg